# Xystrota scintillans
Xystrota scintillans är en fjärilsart som beskrevs av W. Warren 1904. Xystrota scintillans ingår i släktet Xystrota och familjen mätare. Inga underarter finns listade i Catalogue of Life.